# السياحة في تايوان
السياحة في تايوان هي واحدة من الصناعات الرئيسية التي تساهم في اقتصاد تايوان. استقبلت تايوان أقل من 900,000 زائر دولي في 2022، بانخفاض عن 11.8 مليون في 2019. تُدار شؤون السياحة من قبل مكتب السياحة التابع لوزارة النقل والاتصالات في تايوان.

## الوجهات السياحية
هناك العديد من المعالم السياحية في تايوان. تشمل الرموز الوطنية أو المعالم السياحية الرئيسية ما يلي:
| المدينة/المنطقة | المعلم                         | الوصف |
| --------------- | ------------------------------ | --- |
| تايبيه          | متحف القصر الوطني              | أحد أكبر المتاحف في العالم حيث يحتوي على قطع أثرية صينية تضم أكثر من 696,000 قطعة. بُني المتحف بعد إخلاء المجموعة من البر الرئيسي للصين في 1949 لمنع الصين الشيوعية من الاستيلاء على أي قطع أثرية وتدميرها في النهاية كجزء من الثورة الثقافية. |
| تايبيه          | مبنى المكتب الرئاسي            | مكتب رئيس جمهورية الصين (تايوان). كان في الأصل يضم مكتب الحاكم العام لتايوان عندما كانت تايوان جزءاً من إمبراطورية اليابان من 1895 إلى 1945.                                                                                                   |
| تايبيه          | قاعة تشانغ كاي شيك التذكارية   | قاعة تذكارية بُنيت لتكريم الرئيس الراحل والقائد العام شيانغ كاي شيك. |
| تايبيه          | تايبيه 101                     | كان في السابق أطول مبنى في العالم من 2004 إلى 2010. يتكون من 101 طابق وهو في الأساس مبنى مكاتب تجاري به مطاعم ونوادي ومتاجر تجارية ومراصد سياحية.                                                                                             |
| تايبيه          | سوق شيلين الليلي               | سوق ليلي يقع في منطقة شيلين في تايبيه، وغالباً ما يُعتبر أكبر وأشهر سوق ليلي في المدينة. |
| تايبيه          | معبد منغجيا لونغشان            | أحد أقدم المعابد في تايبيه. |
| هوالين          | حديقة تاروكو الوطنية           | أحد المتنزهات الوطنية في تايوان، ومن المعالم البارزة فيها مضيق تاروكو. |
| تاينان          | حصن زيلانديا وحصن بروفينشيا    | أقدم مدينة وعاصمة لتايوان، تنتشر المعابد والأضرحة والحصون القديمة في المدينة. تشتهر تاينان أيضاً بالمطبخ التايواني التقليدي والأسواق الليلية.                                                                                                  |
| تاي شانغ/نانتو  | بحيرة صن مون                   | بقعة ذات مناظر طبيعية شهيرة. البحيرة هي أكبر مسطح مائي في تايوان، وتقع في يوتشي، نانتو، المنطقة المحيطة ببحيرة صن مون هي موطن قبيلة ثاو التايوانية الأصلية.                                                                                   |
| كينتينغ         | صرخة الربيع                    | مهرجان موسيقي سنوي في الهواء الطلق يقام في أوائل أبريل، ويضم موسيقيين وفنانين محليين ودوليين في الموسيقى الشعبية والبانك والروك. |
| شيا يي          | منطقة أليشان الوطنية الخلابة]] | محمية طبيعية جبلية تضم برية نابضة بالحياة وغابات وأربع قرى وشلالات ومزارع شاي مرتفعة وسكة حديد غابات أليشان الشهيرة والعديد من مسارات المشي لمسافات طويلة. كما أنها وجهة شهيرة لمشاهدة الزهور، وخاصة أزهار الكرز، خلال فصل الربيع.            |
| شيا يي          | قرية هينوكي                    | قرية كانت في الأصل مساكن لقسم غابات تشيايي التابع لمكتب الغابات في مكتب الحاكم العام لتايوان أثناء الحكم الياباني لتايوان. |
| تاينان          | برج تشيهكان                    | برج بُني في 1653 أثناء الاستعمار الهولندي لتايوان. |